# Pszczynka
Pszczynka (niem. Plesse) – rzeka, lewy dopływ Wisły o długości 45,26 km.
Źródła rzeki znajdują się na wysokości ok. 280 m n.p.m. na terenie powiatu wodzisławskiego (okolice Gogołowej) i Jastrzębia-Zdroju. Przepływa przez Pszczynę. Na rzece znajduje się zbiornik retencyjny Łąka. Uchodzi do Wisły na wysokości 229,5 m n.p.m. we wsi Jedlina w gminie Bojszowy.
Jej dopływami są m.in. Dokawa i Korzeniec (śl. Korzyniec).